# Спутник астероида

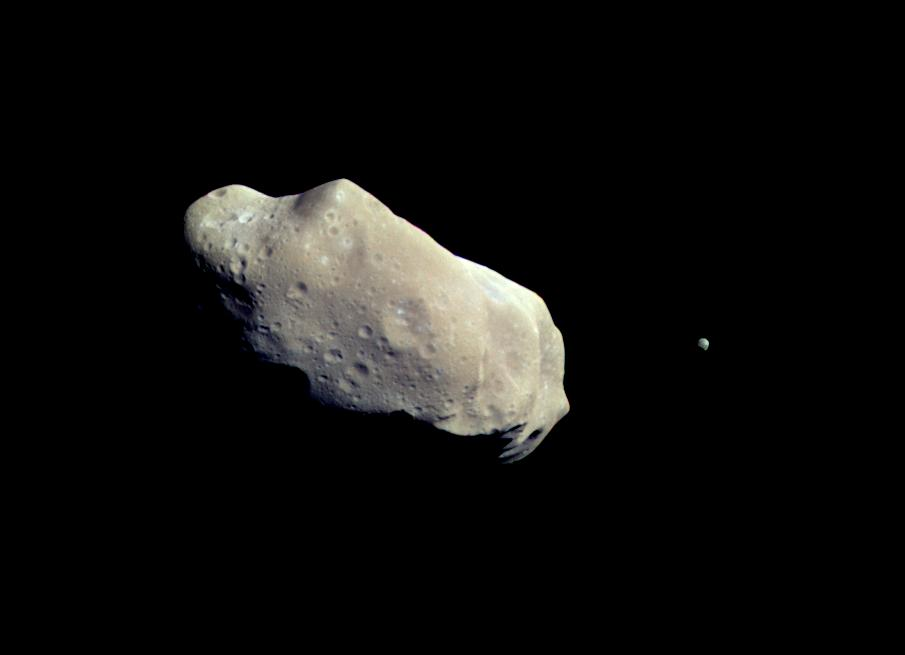
Астероид 243 Ида и его спутник Дактиль.

Спутник астероида — астероид, естественный спутник, обращающийся по орбите вокруг другого астероида. Спутник и астероид представляют собой систему, поддерживающуюся гравитацией обоих объектов. Астероидную систему, в которой размеры спутника сопоставимы c размером астероида, называют двойным астероидом. Также известны системы из трёх компонентов (например, крупные астероиды (45) Евгения и (87) Сильвия, астероид-аполлон (136617) 1994 CC, крупный транснептуновый объект (47171) 1999 TC36 и т. д.). Известна одна система из четырёх компонентов: три спутника имеет астероид (130) Электра.
С помощью информации о спутниках астероидов возможно определить массу и плотность астероидов вокруг которых они обращаются.

## История исследований
До конца XIX века астероиды представлялись учёным как одиночные тела. Но в начале XX века, с улучшением наблюдательной аппаратуры, появились предположения о существовании двойственности астероидов. Были проведены первые исследования, в частности, детально был изучен астероид (433) Эрос. Однако таких исследований было немного, и они противоречили общепринятым взглядам.
Первые попытки выявить спутники у астероидов, с помощью измерений ослабления блеска звёзд при покрытии их астероидами, были проведены для объектов (6) Геба (1977 год) и (532) Геркулина (1978 год). В ходе исследований было предположено наличие спутников у указанных объектов, однако эти данные не были подтверждены. Позже чешский астроном Петр Правец (1991 год) и немецкий Г. Хан (1994 год) обратили внимание на переменный блеск двух небольших астероидов, пролетавших вблизи Земли, который мог указывать на их двойственность. Эти наблюдения повторить не удалось.
Первый подтверждённый спутник астероида был открыт в 1993 году автоматической межпланетной станцией «Галилео». Он был обнаружен у астероида (243) Ида, во время пролёта АМС вблизи объекта. Спутник назвали Дактиль. Вторым открытым спутником в 1998 году стал Маленький Принц, спутник астероида (45) Евгения. В 2002 году был открыт спутник у транснептунового объекта 1998 WW31.

## Методы исследований
Открытие спутников позволяет лучше изучить астероиды, поскольку знание спутниковых орбит имеет большое значение для получения фундаментальных физических параметров двойной системы, таких как масса, и проливает свет на её возможное формирование и эволюцию. Поэтому учёные ищут различные методы исследований астероидов, направленные на поиск у них спутников. Вот некоторые из них:
- оптический — прямые оптические наблюдения с помощью космических и наземных телескопов с адаптивной оптикой;
- радиолокационный — c помощью космических и наземных радиотелескопов;
- фотометрический — измерение уменьшения блеска звезды при её покрытии астероидом;
- исследования с помощью АМС.

Оптический метод является самым очевидным, однако имеет ряд недостатков, наиболее важным из которых является сложность регистрации слабого объекта рядом с более ярким и необходимость проводить наблюдения с высоким угловым разрешением. Поэтому оптические наблюдения позволяют выявлять небольшое количество спутников, имеющих достаточно крупные размеры относительно астероида, и находящихся на значительном расстоянии от него.
Радиолокационный метод позволяет довольно точно измерить форму объекта (с точностью до 10 метров на крупнейших радиотелескопах), с помощью измерения времени запаздывания отражённого сигнала. Недостаток радиолокационного метода заключается в малом радиусе действия. С увеличением расстояния до исследуемого объекта точность данных существенно снижается.
Метод фотометрических наблюдений покрытий звёзд астероидами использует измерения уменьшения блеска покрываемой звезды. Суть метода состоит в наблюдении за звездой из зоны, находящейся вне расчётной полосы покрытия астероидом. Преимущество заключается в том, что такие наблюдения можно проводить с помощью любительских астрономических приборов. Недостаток — спутник астероида должен покрывать зону наблюдателя в момент исследования.
Исследования с помощью АМС являются наиболее точными, так как позволяют использовать имеющуюся на станции аппаратуру с близкого расстояния.

## Происхождение
Происхождение спутников астероидов в настоящее время однозначно не определено. Существуют разные теории. Одна из широко признанных гласит, что спутники могут быть остаточным продуктом столкновения астероида с иным объектом. Другие пары могли образоваться захватом малого объекта более крупным. Формирование в результате столкновения сдерживается моментом импульса компонентов. Двойные астероидные системы с небольшим расстоянием между компонентами вполне соответствуют этой теории. Однако она вряд ли подходит для удалённых компонентов.
Согласно другой гипотезе, спутники у астероидов сформировались на начальной стадии эволюции Солнечной системы.
Предполагается, что многие астероиды состоят из нескольких каменных глыб, слабо связанных гравитацией и покрытых слоем реголита, поэтому небольшое внешнее воздействие может приводить к разрыву такой системы и образованию сателлитов на небольшом расстоянии.

## Общие характеристики
Приливные воздействия астероида на спутник оказывают влияние на параметры его орбиты, и выравнивают оси вращения обоих объектов с осью главного момента инерции. Сам спутник со временем принимает несколько вытянутую форму под влиянием гравитационного поля астероида. Если период вращения главного тела меньше периода обращения спутника вокруг него (что является типичным для Солнечной системы), то со временем спутник отдаляется, а период вращения главного тела — замедляется.
Двойные астероиды обращаются по эллиптическим орбитам вокруг общего центра масс.

## Некоторые астероиды со спутниками[1]
| Главное тело              | Тип орбиты                       | Диаметр главного тела (км) (размеры) | Спутник                   | Диаметр спутника (км) (размеры) | Расстояние между объектами (км) |
| ------------------------- | -------------------------------- | ------------------------------------ | ------------------------- | ------------------------------- | ------------------------------- |
| (22) Каллиопа             | главное кольцо                   | 181,0 ± 4,6 (231,4×175,3×146,1)      | Линус                     | 38 ± 6                          | 1 065 ± 8                       |
| (45) Евгения              | главное кольцо                   | 214,6 ± 4,2 (305×220×145)            | Маленький принц           | 12,7 ± 0,8                      | 1 184 ± 12                      |
| (45) Евгения              | главное кольцо                   | 214,6 ± 4,2 (305×220×145)            | S/2004 (45) 1             | 6?                              | 700?                            |
| (87) Сильвия              | главное кольцо                   | 286 (384×264×232)                    | Рем (Сильвия II)          | 7 ± 2                           | 706 ± 5                         |
| (87) Сильвия              | главное кольцо                   | 286 (384×264×232)                    | Ромул (Сильвия I)         | 18 ± 4                          | 1 356 ± 5                       |
| (90) Антиопа              | главное кольцо                   | 87,8 ± 1,0 (93,0×87,0×83,6)          | S/2000 (90) 1             | 83,8 ± 1,0 (89,4×82,8×79,6)     | 171 ± 1                         |
| (41) Дафна                | главное кольцо                   | 174 ± 11,2 (239×183×153)             | Пеней                     | <2                              | 443                             |
| (317) Роксана             | главное кольцо                   | 19,9                                 | Олимпиада                 | 5,3                             | 257                             |
| (93) Минерва              | главное кольцо                   | 141,55                               | Эгида (Минерва I)         | 4                               | 630                             |
| (93) Минерва              | главное кольцо                   | 141,55                               | Горгонейон (Минерва II)   | 3                               | 380                             |
| (121) Гермиона            | главное кольцо                   | 209,0 ± 4,7 (230×120×120)            | S/2002 (121) 1            | 18                              | 794,7 ± 2,1                     |
| (216) Клеопатра           | главное кольцо                   | 124 (217×94×81)                      | Алексгелиос (Клеопатра I) | 5                               | 775                             |
| (216) Клеопатра           | главное кольцо                   | 124 (217×94×81)                      | Клеоселена (Клеопатра II) | 3                               | 380                             |
| (243) Ида                 | главное кольцо                   | (59,8×25,4×18,6)                     | Дактиль                   | (1,6 × 1,4 × 1,2)               | 108                             |
| (283) Эмма                | Главный пояс астероидов          | 148,1 ± 4,6                          | S/2003 (283) 1            | 12                              | 596 ± 3                         |
| (617) Патрокл             | троянцы                          | 121,8 ± 3,2                          | Менетий                   | 112,6 ± 3,2                     | 680 ± 40                        |
| (624) Гектор              | греки                            | 370 × 195 × 195                      | Скамандр                  | 12                              | 623,5                           |
| (3548) Эврибат            | греки                            | 63,9                                 | Квета                     | 0,8                             | 2310                            |
| (702) Алауда              | главное кольцо                   | 194,73                               | Пичи-унем                 | 5,5                             | 900                             |
| (762) Пулкова             | главное кольцо                   | 137,1 ± 3,2                          | S/2000 (762) 1            | 20                              | 810                             |
| (1313) Берна              | главное кольцо Семейство Эвномии | 13,5                                 | S/2004 (1313) 1           | 8-11                            | 25-35                           |
| (2478) Токай              | главное кольцо Семейство Флоры   | 8,1                                  | S/2007 (2478) 1           | 5,8                             | 21                              |
| (3673) Леви               | главное кольцо Семейство Флоры   | 6,17                                 | S/2007 (3637) 1           | 1,73                            | 13                              |
| (136617) 1994 CC          | Аполлоны                         | 0,7                                  | (136617) 1994 CC I        | ≈0,05                           |                                 |
| (136617) 1994 CC          | Аполлоны                         | 0,7                                  | (136617) 1994 CC II       | ≈0,05                           |                                 |
| (66391) Мошуп             | Атоны                            | 1,32                                 | Скваннит                  | 0.45                            | 17,4                            |
| (65803) Дидим             | Аполлоны                         | 0,75                                 | Диморф                    | 0.17                            | 1,1                             |
| (348400) 2005 JF21        | Амуры                            | 0,6                                  | (348400) 2005 JF21 II     | 0,11                            | 0,9                             |
| Транснептуновые объекты   |                                  |                                      |                           |                                 |                                 |
| (42355) Тифон             | объект РД                        | 134                                  | Ехидна                    | 78                              | 1 300?                          |
| (47171) 1999 TC36         | плутино                          | 350—470                              | S/2001 (47171) 1          | 142 ±23                         | 7 640 ± 460                     |
| (50000) Квавар            | кьюбивано                        | <1100                                | Вейвот                    | 74                              | 14 500                          |
| (58534) Логос             | кьюбивано                        | 80                                   | Зоя                       | 66                              | 8 010 ± 80                      |
| (65489) Кето              | объект РД                        | 172 ± 18                             | Форкий                    | 134 ± 14                        | 1 841 ± 48                      |
| (66652) Борасизи          | кьюбивано                        | 166                                  | Пабу                      | 137                             | 4 660 ± 170                     |
| (79360) Сила-Нунам: Сила  | кьюбивано                        | 305                                  | (79360) Сила-Нунам: Нунам | 292                             | 2300                            |
| (82075) 2000 YW134        | объект РД                        | 431                                  | S/2005 (82075) 1          | 237                             | 1900                            |
| (88611) Таронхайавагон    | кьюбивано                        | 176 ± 20                             | Тавискарон                | 122 ± 14                        | 27 300 ± 343                    |
| (90482) Орк               | плутино                          | 946                                  | Вант                      | 262 ± 170                       | 8 700                           |
| (120347) Салация          | кьюбивано                        | 548                                  | Актея                     | 190                             | 3 500?                          |
| (139775) 2001 QG298       | плутино                          | (260×205×185)                        | S/2002 (139775) 1         | (265×160×150)                   | 400                             |
| (148780) Альчера          | кьюбивано                        | 340?                                 | S/2007 (148780) 1         | 246?                            | 5 800?                          |
| 1998 WW31                 | кьюбивано                        | 133 ± 15                             | S/2000 (1998 WW31) 1      | 110 ± 12                        | 22 300 ± 800                    |
| (174567) Варда            | кьюбивано                        | 732?                                 | Ильмарэ                   | 376?                            | 4 200                           |
| (385446) Манвэ            | кьюбивано                        | 160                                  | Торондор                  | 92                              | 6 674                           |
| (341520) Мор-Сомн: Мор    | плутино                          | 102                                  | (341520) Мор-Сомн: Сомн   | 97                              | 21 040                          |
| (229762) Гкъкунлъʼхомдима | объект РД                        | 638+24 −12                           | Гкъоʼэ Къху               | ~140                            | 6 035 ± 48                      |
| (469705) Чъкагара         | кьюбивано                        | 138+21 −25                           | Къхауну                   | 122+16 −19                      | 7 670 ± 140                     |